# Hovit
Hovit là một đô thị thuộc tỉnh Shirak, Armenia. Dân số ước tính năm 2011 là 575 người.